# Aleko Shughladze
Aleko Shughladze (en georgiano ალეკო შუღლაძე; Tiflis, 1965) es un escritor georgiano.

## Biografía
Aleko Shughladze se graduó en la Universidad Técnica de Tiflis en 1987. Al mismo tiempo  fue estudiante de la facultad de Arte de la Universidad Estatal de Tiflis, especializándose en dirección de cine. De 1989 a 1993 trabajó en Kartuli Pilmi como asistente de dirección, y entre 1994 y 1997 fue artista en el Performance Theater de Margo Korabliova. De 1998 a 2001 trabajó como director de cine para la Casa del Cáucaso —donde realizó hasta diez documentales contra la violencia— y de 2001 a 2003 trabajó como director y guionista para una ONG.

## Obra
Aleko Shughladze comenzó a escribir en 1989. En 2001 su historia Respuestas para una revista con una tirada pequeña ganó el premio especial municipal y, en 2015, su relato El hombre de los libros fue preseleccionado en la competición literaria de Tsero.
La principal obra de Shughladze es Ocultación (გადამალვა, 2016), novela autobiográfica cuya protagonista principal es la madre del autor, quien padece una enfermedad incurable. Tras enterarse Aleko del cáncer de su madre, descubre que mucha gente conocía la enfermedad desde hacía tiempo, pero por una u otra razón no se lo habían dicho a él.
Aleko tiene también una hermana que sufre esquizofrenia oligofrénica desde que era una niña y, después de que su madre queda postrada en cama por su dolencia, ha de hacerse cargo del cuidado de su hermana, por lo que su vida entra en una etapa especialmente difícil.
Lela Kodalashvili, crítico literario, ha comentado:

En esta novela Aleko Shughladze utiliza una habilidad acrobática en sus transiciones magistrales de un hilo argumental a otro, de un estilo a otro, de un estado de ánimo a otro... Este es el ingenio del escritor, presentar lo que parece un drama como comedia, una comedia como absurdo, un absurdo como fantasmagoría y, de nuevo, una fantasmagoría como drama.

Este libro fue galardonado con el premio literario SABA a la mejor novela de 2017.